# ゆけ。
「ゆけ。」（英題：Belief）は、松室政哉の4作目のデジタルシングル。

## 解説
- 3rdデジタルシングル「いい感じ」から8日ぶりのリリース。
- ジャケットは、テレビ朝日系木曜ドラマ「六本木クラス」の主人公・宮部新（竹内涼真）と父・宮部信二（光石研）が食事をするシーンである。
- 2022年11月16日、ライブ音源「ゆけ。 (Matsumuro Seiya presents “LABORATORY” session6 at BIGCAT(2022.07.28) / Live)」が配信リリースされた。

## 収録曲
1. ゆけ。
  - 作詞：金木和也／作曲・編曲：松室政哉
  - テレビ朝日系木曜ドラマ「六本木クラス」挿入歌